# Island Bay (Nouvelle-Zélande)
 (février 2025).
 (février 2025).
 (février 2025).
 (février 2025).
La mise en forme du texte ne suit pas les recommandations de Wikipédia : il faut le « wikifier ».
Les points d'amélioration suivants sont les cas les plus fréquents. Le détail des points à revoir est peut-être précisé sur la page de discussion.
- Les titres sont pré-formatés par le logiciel. Ils ne sont ni en capitales, ni en gras.
- Le texte ne doit pas être écrit en capitales (les noms de famille non plus), ni en gras, ni en italique, ni en « petit »…
- Le gras n'est utilisé que pour surligner le titre de l'article dans l'introduction, une seule fois.
- L'italique est rarement utilisé : mots en langue étrangère, titres d'œuvres, noms de bateaux, etc.
- Les citations ne sont pas en italique mais en corps de texte normal. Elles sont entourées par des guillemets français : « et ».
- Les listes à puces sont à éviter, des paragraphes rédigés étant largement préférés. Les tableaux sont à réserver à la présentation de données structurées (résultats, etc.).
- Les appels de note de bas de page (petits chiffres en exposant, introduits par l'outil «  Source ») sont à placer entre la fin de phrase et le point final[comme ça].
- Les liens internes (vers d'autres articles de Wikipédia) sont à choisir avec parcimonie. Créez des liens vers des articles approfondissant le sujet. Les termes génériques sans rapport avec le sujet sont à éviter, ainsi que les répétitions de liens vers un même terme.
- Les liens externes sont à placer uniquement dans une section « Liens externes », à la fin de l'article. Ces liens sont à choisir avec parcimonie suivant les règles définies. Si un lien sert de source à l'article, son insertion dans le texte est à faire par les notes de bas de page.
- La présentation des références doit suivre les conventions bibliographiques. Il est recommandé d'utiliser les modèles {{Ouvrage}}, {{Chapitre}}, {{Article}}, {{Lien web}} et/ou {{Bibliographie}}. Le mode d'édition visuel peut mettre en forme automatiquement les références.
- Insérer une infobox (cadre d'informations à droite) n'est pas obligatoire pour parachever la mise en page.

Pour une aide détaillée, merci de consulter Aide:Wikification.
Si vous pensez que ces points ont été résolus, vous pouvez retirer ce bandeau et améliorer la mise en forme d'un autre article.
Island Bay est une banlieue côtière de la cité de Wellington, la capitale de la Nouvelle-Zélande, située dans le sud de l’Île du Nord.

## Situation
Elle est située à 5 kilomètres au sud du centre de la cité de Wellington. Island Bay est localisée dans une baie, qui partage son nom avec la banlieue. C’est l’une des nombreuses baies qui bordent le détroit de Cook.

### Municipalités limitrophes
À 500 mètres de la côte d’Island Bay se trouve l’île de Tapu Te Ranga, qui forme un brise-lame naturel et fournit un ancrage protégé pour les bateaux de pêche locaux.

## Personnalités notables
Parmi les résidents actuels notables d’Island Bay se trouvent le ministre de la Justice Andrew Little et l'ancien maire de Wellington Celia Wade-Brown (en).
Les anciens résidents sont : 
- Bruce Stewart, écrivain et dramaturge, scénariste, qui résidait au marae de Tapu Te Ranga (en) ;
- Chris Killen footballeur du Middlesbrough Football Club et All Whites ;
- l’artiste John Drawbridge (en) ;
- le poète Alan Brunton (en) ;
- l’écrivain Robin Hyde ;
- The Hermit of Island Bay (en).

## Histoire
L’île de Tapu te Ranga, dite Patawa, fut l'île à partir de laquelle le légendaire chef maori Kupe aperçut l’octopus géant Te Wheke-a-Muturangi, qu’il poursuivit à travers le détroit de Cook.
Au cours de la période pré-européenne, Island Bay était le siège de plusieurs pa, dont Te Mupunga Kainga, aujourd’hui représenté par un totem maori sculpté (en) situé dans Shorland Park.
Une succession d’iwis ont occupé Island Bay, comprenant les Ngai Tara, les Ngati Ira et bien d’autres.
Une bataille fameuse, qui eut lieu sur la plage d’Island Bay, a été bien documentée par Elsdon Best (en).
Un raid (taua) réalisé par un parti de la guerre de Muau-poko (en) fit son chemin en direction de Ngai Tara, le bastion de Te Whetu-Kairangi, un pa fortifié sur ce qui est maintenant la péninsule de Miramar (en) (mais qui était alors une île séparée de la terre).
Le matin, les guerriers Ngai Tara descendirent du fort de Uruhau (actuellement Southgate) et entrainèrent Muau-poko dans un combat qui eut lieu sur la plage.
Les deux chefs des Muaupoko furent tués et plus tard brûlés à Haewai (Houghton Bay).
Cette bataille est commémorée par un totem (en) situé sur la montée en zigzag conduisant de Liffey street vers Orchy crescent.
Durant une bataille dans laquelle Ngati Mutunga conduisit les Ngati Ira à partir de Wellington en 1827, Tamairangi, la femme du chef des Ngati Ira est dite avoir cherché refuge sur l’île de Tapu te Ranga avec ses enfants, s’échappant en canoë de l’île Tapu te Ranga quand celle-ci fut assiégée.
Lors de la colonisation européenne, à la suite du traité de Waitangi, les Te Ati Awa et les Ngati Toa ont tous prétendu au statut de tangata whenua sur le secteur de l‘île de Tapu te Ranga.
Seul le cas des Ngati Toas fut prouvé dans le cadre de la cour de justice des terres maories.

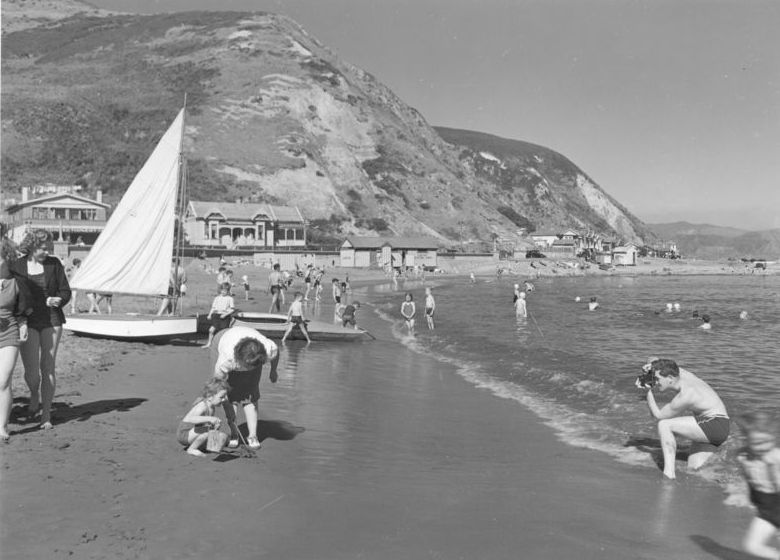
La plage d’Island Bay à une date inconnue

Dans les premiers temps de la colonisation européenne George Hunter (en) fut le propriétaire de Island Bay Estate, où il élevait un troupeau de moutons sur sa terre.
Ensuite, cette portion de Island Bay fut subdivisée et offerte en actions en mars 1879.
À la fin du XIXe siècle, Island Bay fut colonisée par des pêcheurs italiens et venant des Shetlands.
En 1905, la ligne de tram de Wellington fut prolongée jusqu’à Island Bay, accentuant la popularité du lieu, et le transformant doucement en une banlieue de bord de mer.
De nombreuses villas de Island Bay, des bungalows et des magasins datent des années 1920 avec une période de développement rapide pour ce secteur.
Ceci comprend la subdivision du champ de course de Island Bay qui était autrefois limité par Clyde Street à l’est et Ribble Street à l’ouest.
De nombreuses rues dans Island Bay furent appelées d’après des rivières anglaises ou européennes.

## Caractéristiques notables

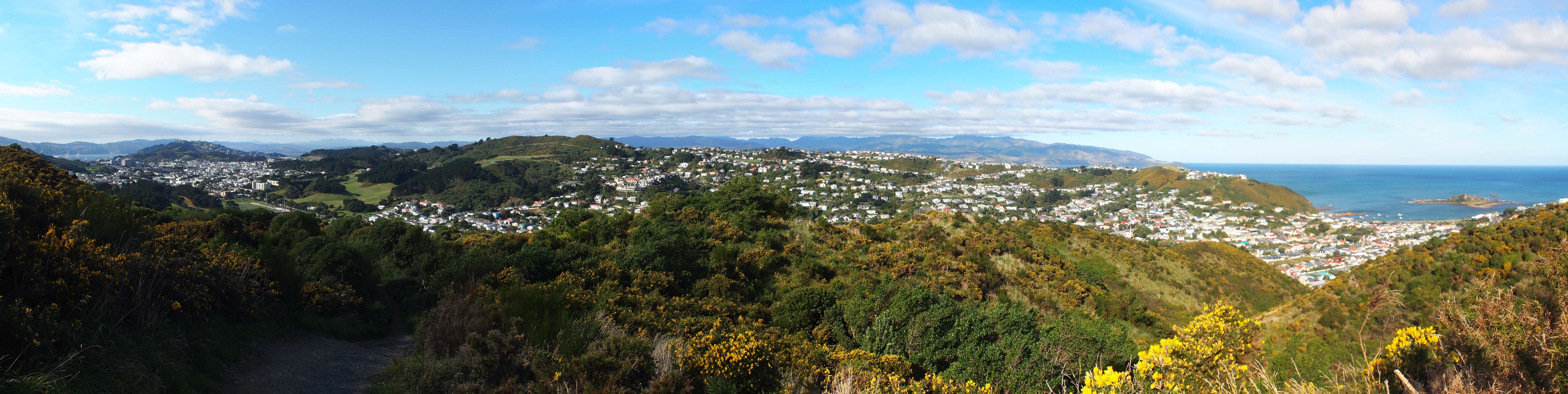
Panorama de la cité à partir du Sea Walkway, montrant Island Bay sur la droite

Panorama d’une vue à travers pratiquement toute la zone résidentielle d’Island Bay

### Le collège Erskine et la chapelle du sacré cœur
Conçut par John Sydney Swan (en) et construit entre 1904 et 1906, le convent du Sacré Cœur est une école catholique de fille, qui fut renommée Erskine College à la fin des années 1960, d’après le nom de l’ancienne mère supérieure générale, Janet Erskine Stuart.
La chapelle Erskine du Sacré Cœur, conçue aussi par John Sydney Swan, fut construite en 1930 dans le style gothique Français.
Erskine Chapel est considérée comme ayant l’intérieur le plus fin des chapelles de la Nouvelle-Zélande, et est listée en catégorie I du New Zealand's Historic Places Trust.
L’école a fermé en 1985 et aujourd’hui le complexe est une propriété privée.
Erskine College fut utilisé comme lieu de tournage pour le film Fantômes contre fantômes de Peter Jackson en 1996.
La chapelle fut restaurée en 2003 et est maintenant un lieu populaire pour les mariages et les concerts.

### Le centre d’éducation de la marine d’Island Bay
Le centre d’éducation de la marine, qui siège sur la berge d’Island Bay, possède un petit aquarium et un bassin tactile[Quoi ?], qui est ouvert au public certains dimanches.

### Églises
Il y a cinq églises au niveau d’Island Bay.
- La plus ancienne est l’église anglicane[13], qui a plus de 100 ans. C’est une construction traditionnelle avec une façade en brique et certains vitraux honorent les premiers colons. Elle est dénommée d’après St Hilda de Whitby, comme étant le premier colon qui perçut la ligne de côte comme ressemblant à la Northumbria.
- L’église baptiste
- une église catholique[14] ,[15] ,
- l’église serbe Orthodoxe
- l’église presbytérienne[16] sont des églises plus récentes.

Ces églises ont des installations qui sont utilisées par une grande variété de groupes de la communauté.
Les activités des églises comprennent un grand nombre de programmes pour tous les âges, comprenant le Teddy Bears' Picnic annuel pour les enfants, qui forme ainsi une partie du festival de Island Bay.

### Rues et routes
De nombreuses rues locales sont baptisées d’après les rivières situées dans l’ensemble du monde, notamment :
- pour la Grande-Bretagne : Avon, Cam, Dee, Derwent, Dover (Rivière Dour), Eden, Foyle, Leith, Liddel, Medway, Mersey, Severn, Tamar, Thames, Trent, Tyne, Witham and Wye ;
- pour l’Irlande : Liffey ;
- pour l'Europe continentale : Volga, Danube, Rhin, Seine (France), Tibre (Italie) et Don (Russie) ;
- pour la Nouvelle-Zélande : fleuve Waikato ;
- pour l'Australie : Erskine, Murray et Carlisle ;
- pour l’Amérique du Nord : Hudson.

### Plongées en tuba et plongée en apnée
Un sentier de plongée avec tuba est localisé sur le côté est de la baie et offre la possibilité de voir la vie marine.
Deux compagnies de plongée sous marine fonctionnent au niveau de Island Bay et offre des promenades dans la réserve marine locale de Taputeranga Marine et sur l’épave immergée du HMNZS Wellington (en), une frégate de la Royal New Zealand Navy hors service, qui fut coulée volontairement un peu au large de la côte d’Island Bay en novembre 2005 pour créer un récif artificiel.

### Shorland Park
Shorland Park est un petit parc public situé au niveau de la plage d’Island Bay.
Le terrain de jeux comprend un bateau en bois et est le lieu favori pour les anniversaires des enfants.
Shorland Park contient aussi une rotonde pour les orchestres, située près du front de mer, qui fut construite en 1930.
Des plaques commémoratives rappelle le nom des 152 soldats d’origine locale, morts lors de la Première et de la Seconde Guerre mondiale et la perte des sous-marins américains et de leurs équipages dans le Pacifique.
Dans les années 1930, l’harmonie locale et le armée du Salut jouaient fréquemment dans cette rotonde.
La rotonde est maintenant utilisée pour des concerts occasionnels, notamment durant le Festival d’Island Bay (en).

### Le marae de Tapu Te Ranga
Situé dans une forêt de replantation de 50 acres d’arbres autochtones sur la colline près de Rhine Street, le marae de Tapu Te Ranga Mara (en) est un marae très vivant qui est le domicile de l’écrivain de théâtreBruce Stewart (scénariste).
Les 2 500 m2 de la maison en bois furent étendus sur plus de dix niveaux et construits avec des matériaux recyclés, mais le 9 juin 2019 le marae fut victime d'un incendie et fut en conséquence entièrement détruit.

### La réserve marine de Taputeranga
Les eaux entourant Island Bay  sont sous la protection du département de la Conservation ou Doc depuis la création des 854 hectares de la Réserve marine de Taputeranga (en) en 2006.
La réserve est le siège d’une forêt de varech avec des pieuvres, de morues bleues et des Labridae bagués.
Des dauphins et des baleines sont aussi souvent présents dans le secteur.
Un sentier de découverte en tuba de 200 m nommé snorkel trail situé dans la réserve commence et finit au niveau de Island Bay.

### L’île de Tapu Te Ranga Motu
Tapu Te Ranga Motu, l’île située au milieu de la baie, a servi autrefois de refuge aux Māoris.
Tamairanga, la femme du chef des Ngati Ira nommée Whanake, s’échappa de l’île avec ses enfants durant une bataille, qui força la tribu à quitter le port de Wellington

### Le laboratoire d’écologie côtière de l’université Victoria
L’ Université Victoria de Wellington maintient une recherche active et un enseignement présentiel au niveau de la côte sud de Wellington au niveau du laboratoire d’écologie cotière de l’université Victoria (en), qui surplombe les rochers spectaculaires et exposés du système typique de récifs du détroit de Cook.

### Chemins de marche
Island Bay est le point de départ de deux parcours de loisirs aménagés qui traversent la ville.
- Le parcours City to Sea Walkway circule sur 12 kilomètres entre le Parlement et Island Bay en passant à travers le jardin botanique de Wellington (en) et la vallée d’Aro.

- Le parcours de 11 km Southern Walkway suit le tracé de la ceinture verte de Wellington (en) entre Island Bay et Oriental Bay.

## Festival d’Island Bay
.

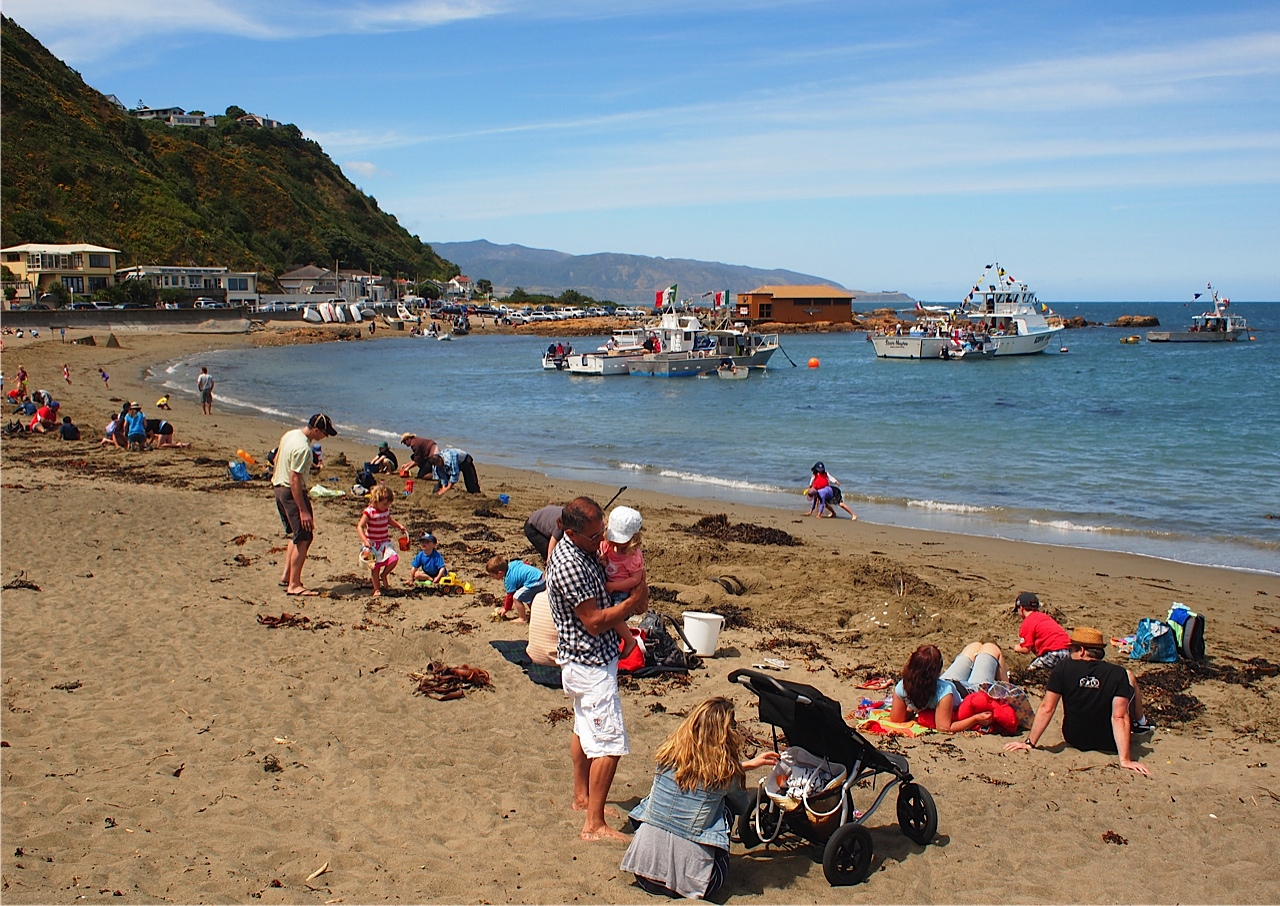
Cérémonie de la bénédiction des bateaux durant le festival 2012 d’Island Bay

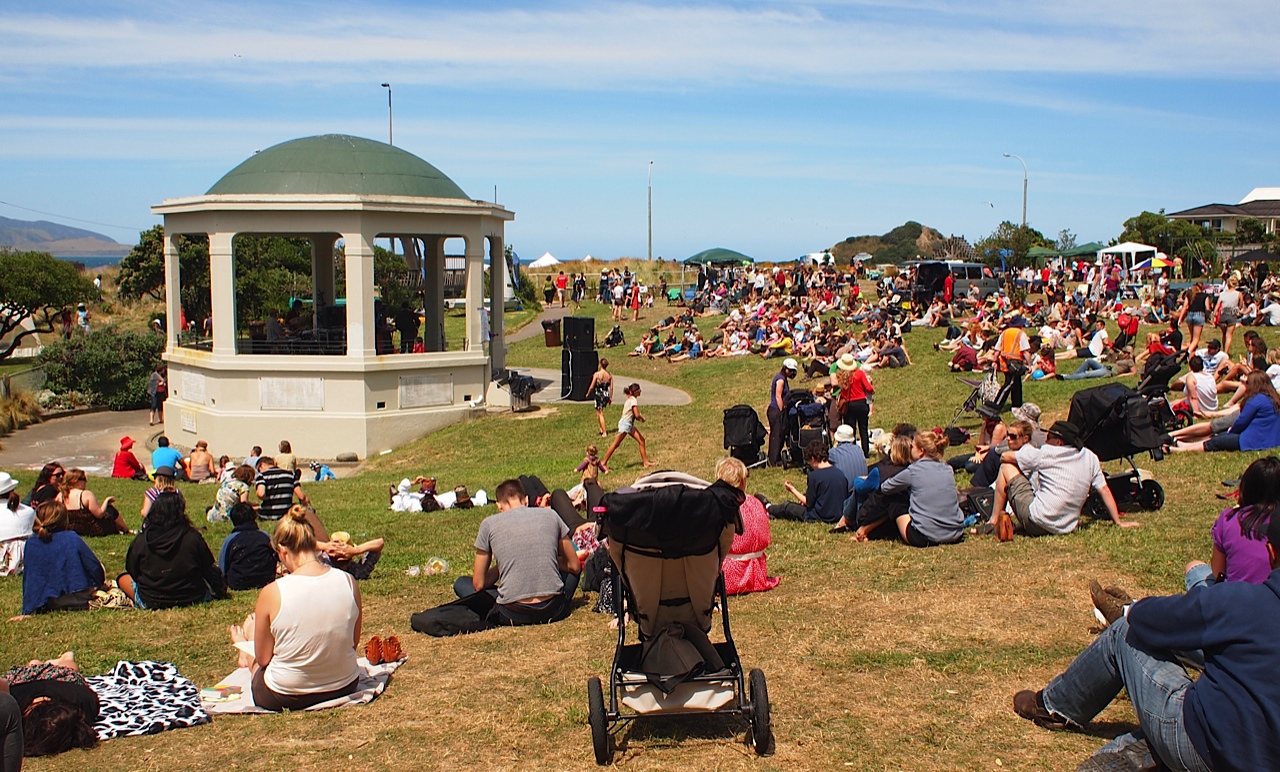
Rotonde de l’orchestre de Shorland Park durant le festival 2012 d’Island Bay

Le festival annuel d’Island Bay prend place sur huit jours chaque année au mois de février. Il comprend :
- La bénédiction des bateaux. La bénédiction des bateaux est une tradition du sud de l’Italie pour laquelle les bateaux sont décorés de fanions et bénis par un prêtre pour protéger les équipages des dangers de la mer et pour leur apporter une bonne fortune.

La cérémonie a été adoptée dans le secteur d’Island Bay depuis l’année 1933, quand le bateau de pêche nommé Santina coula dans le détroit de Cook, avec la perte de  quatre hommes d'équipage, dont trois italiens.
Un monument fut inauguré le 13 février 2011, durant le festival d’Island Bay, à la  mémoire de l’équipage du Santina, représenté par ses amis et les familles des quatre disparus.
- La course Ribble Street Races est une course de caisse à savon qui descend les pentes raides de Ribble Street ; elle attire les pilotes de voitures de course en herbe avec des catégories juniors, intermédiaires, seniors et experts, ces derniers pouvant atteindre les 65 km/h.

- Le Island Bay Raft Race est une course de radeaux dont la première a eu lieu en 2020, avec des radeaux bricolés et des équipes familiales pagayant parallèlement à la plage, le Lyall Bay Surf club fournissant le support et le service de secours pour cette journée.

- La natation vers et à partir de l’Île : les participants sont convoyés en bateau vers l’île et nagent plusieurs centaines de mètres pour revenir à la plage. Un course aller et retour a également lieu.

- La parade du Festival : elle se déroule le long de la parade jusqu'à Shorland Park, la parade du Festival organise aussi un concours coloré d'« habillage des bicyclettes » .

- Le Teddy Bears Picnic : pour la finale du dimanche, les plus jeunes membres de la communauté amènent leur ours en peluches (Teddy Bears) pour un pique-nique spécial dans Shorland Park[19].

## Arts et culture
- l’artiste Rita Angus, alors qu’elle vivait à Wellington dans les années 1960, a peint un certain nombre de scènes d’Island Bay ;

Les bateaux d’ Island Bay sont certaines de ses peintures préférées,.
- Empire Cinéma, film

Le Empire Theatre : cinéma de style art-déco qui présenta des films entre 1925 et 1964.
Après une longue fermeture, il rouvrit sous le nom de Cinéma Empire en 2005.
- Laura Garland, artiste : Laura Garland vécut dans Island Bay, et a peint des scènes colorées de Wellington et du reste de la Nouvelle-Zélande.

- Michael McCormack, artiste : Michael McCormack est un peintre né en Irlande, qui travaille dans son studio et dans la galerie d’Island Bay, peignant des scènes de rue sur le vif et des paysages costiers autour de Wellington.

- Musique

frontmen Rock : Andrew Fagan du groupe the Mockers (en) et Jon Toogood des Shihad grandirent dans Island Bay ;
Samuel Flynn Scott, Conrad Wedde du groupe de Nouvelle-Zélande The Phoenix Foundation (en) vivent aussi dans la banlieue.
- Littérature

Les auteurs de littérature pour enfants Fleur Beale (en), Suzanne Main et Brigid Feehan vivent tous dans la banlieue de Island Bay.
- théâtre Red Mole

Alan Brunton et Sally Rodwell du groupe théâtral expérimental Red Mole furent basés dans Island Bay depuis 1988 jusqu’à la mort de Brunton en 2002.
- Chris Visser-Fee, comédien, fut élevé et continue à vivre à Island Bay, où il fait régulièrement des présentations de comédies, dont de nombreuses sont connues pour leurs appels des réflexions burlesques.

- Freya Elkink, artiste, réside dans Island Bay.

Son activité artistique consiste essentiellement en style impressionniste plaçant les gens de Wellington face à leur situation.

## Éducation
- l’école d’Island Bay est une école publique, mixte, assurant le primaire, des années 1 à 6[26],[27] avec un effectif de 323 élèves en mars 2020[28].

- l’école St Francis De Sales est une école mixte, intégrée au public, assurant tout le primaire, des années 1 à 8[29] , [30] avec un effectif de 208 élèves [31].

## Galerie de photos

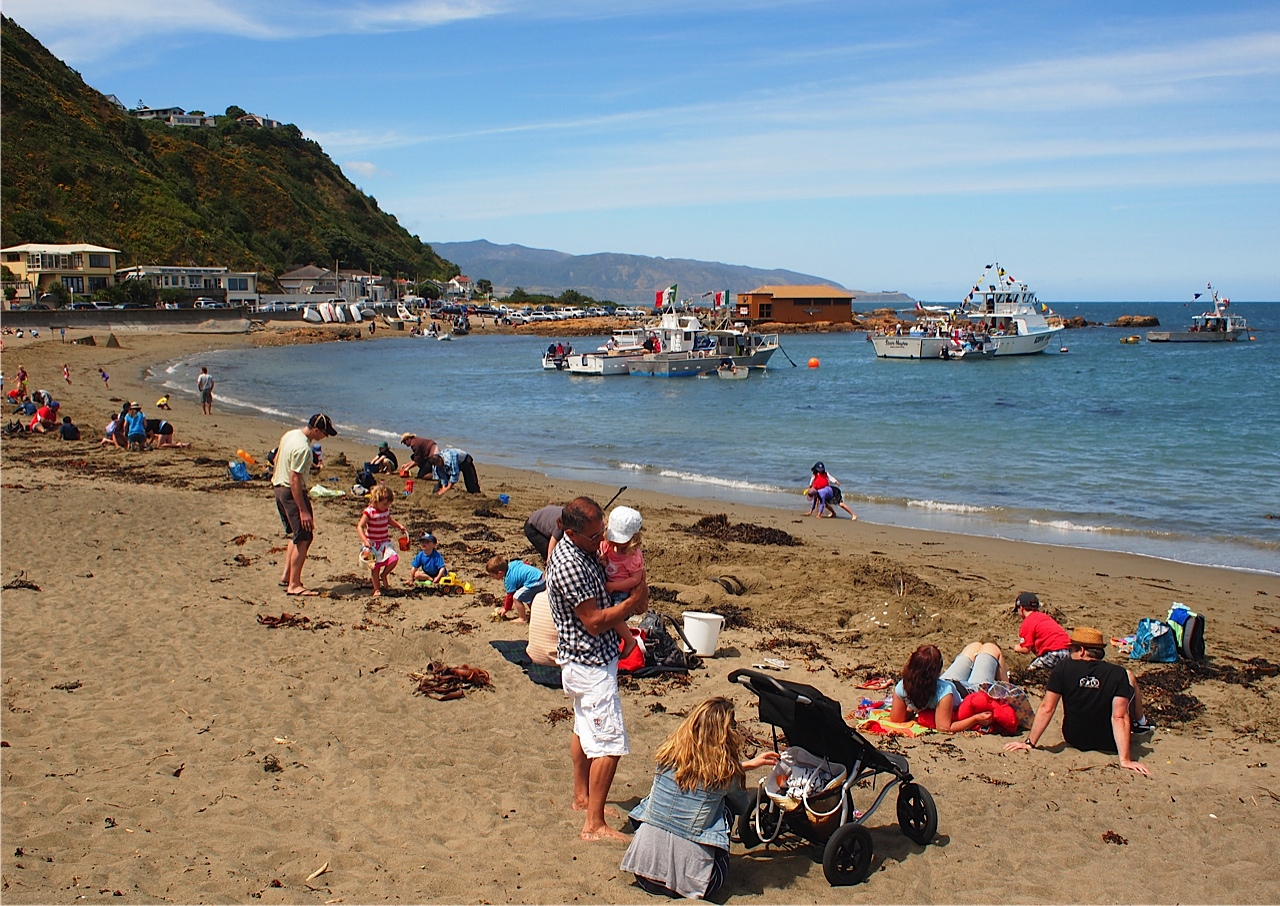
Cérémonie de la bénédiction des bateaux durant le « Festival de Island Bay Festival » de 2012
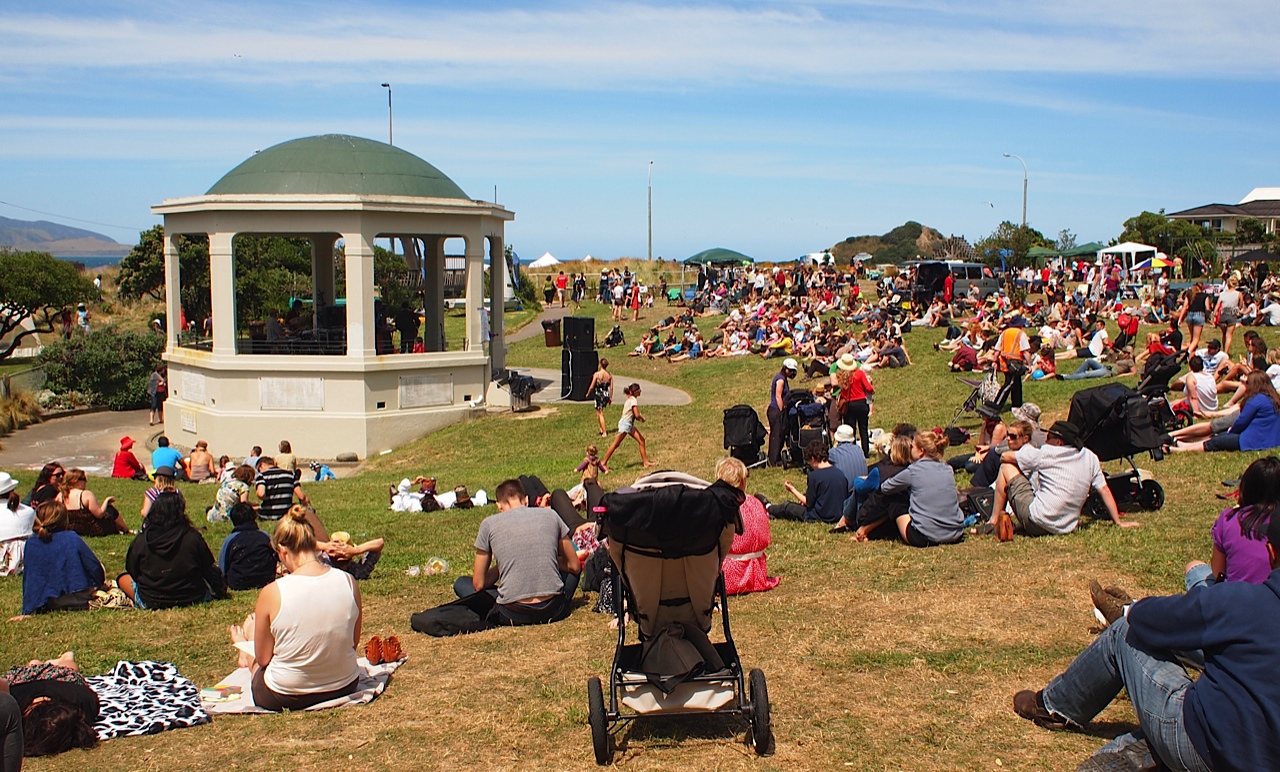
La rotonde de l’orchestre au niveau de « Shorland Park » durant le « Festival de Island Bay » de 2012
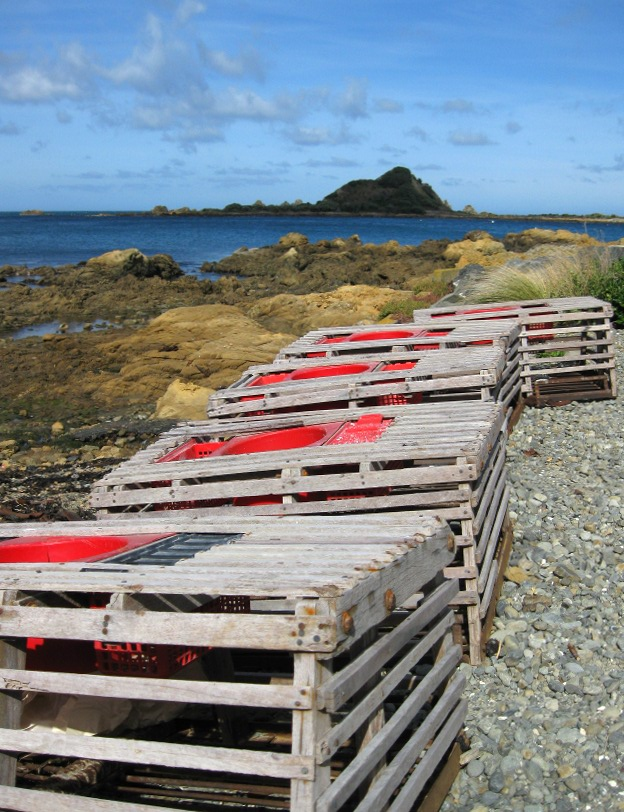
Nasses vides sur les berges de l’île avec Tapu Te Ranga Motu dans le lointain
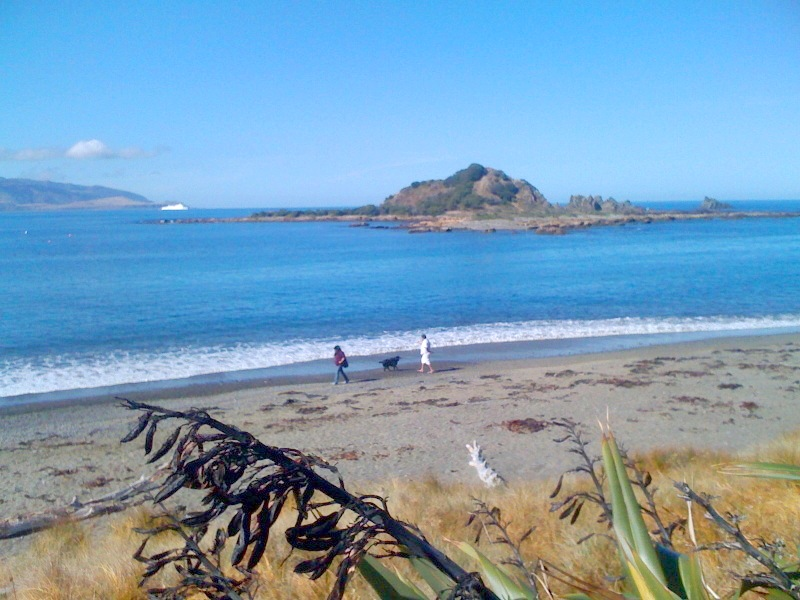
Promenade du chien sur la plage au niveau de Island Bay; le ferry Interislander et « Tapu Te Ranga Island » dans le lointain
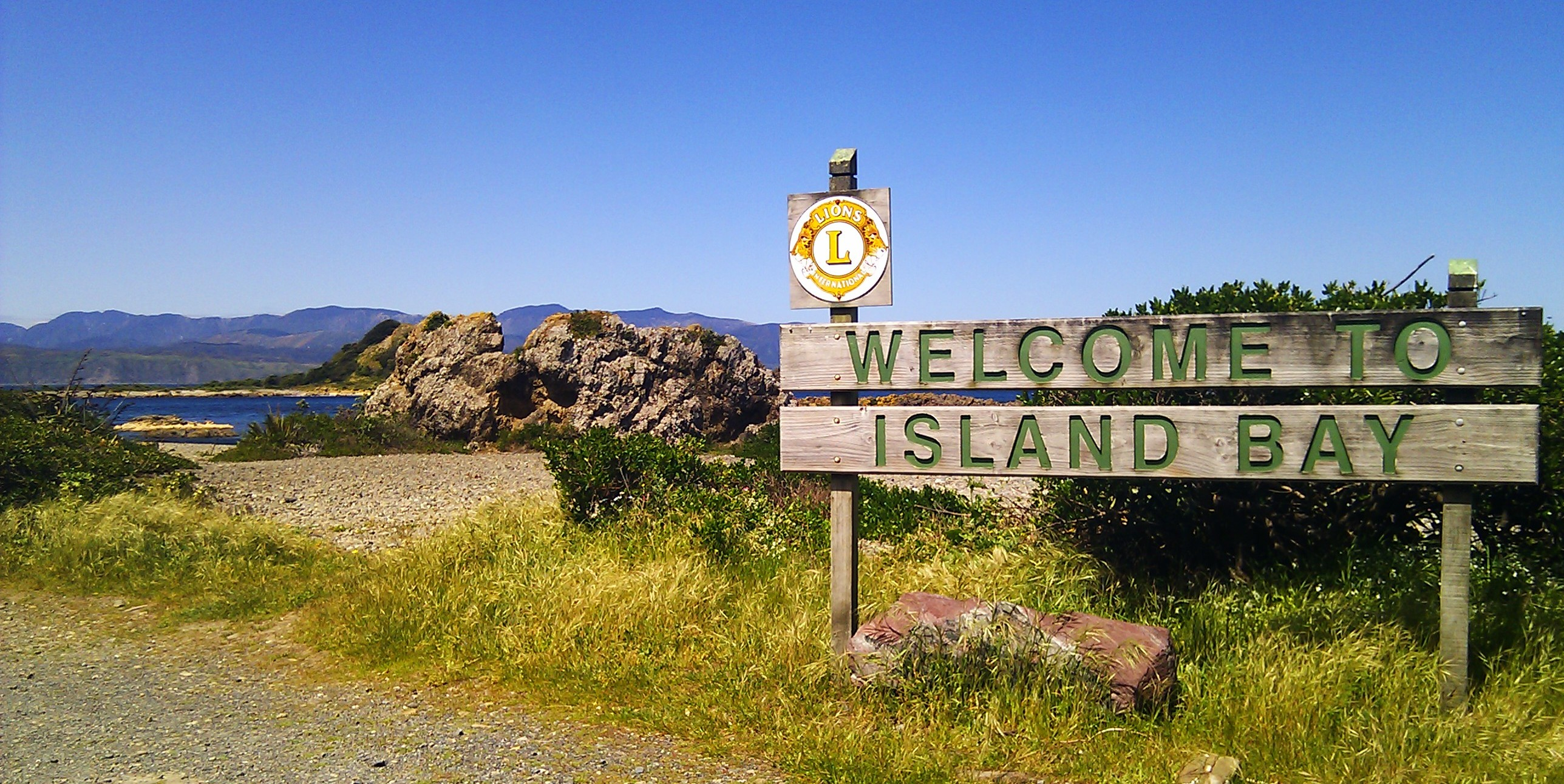
signalisation de Bien venue sur l’Esplanade, au niveau de Island Bay
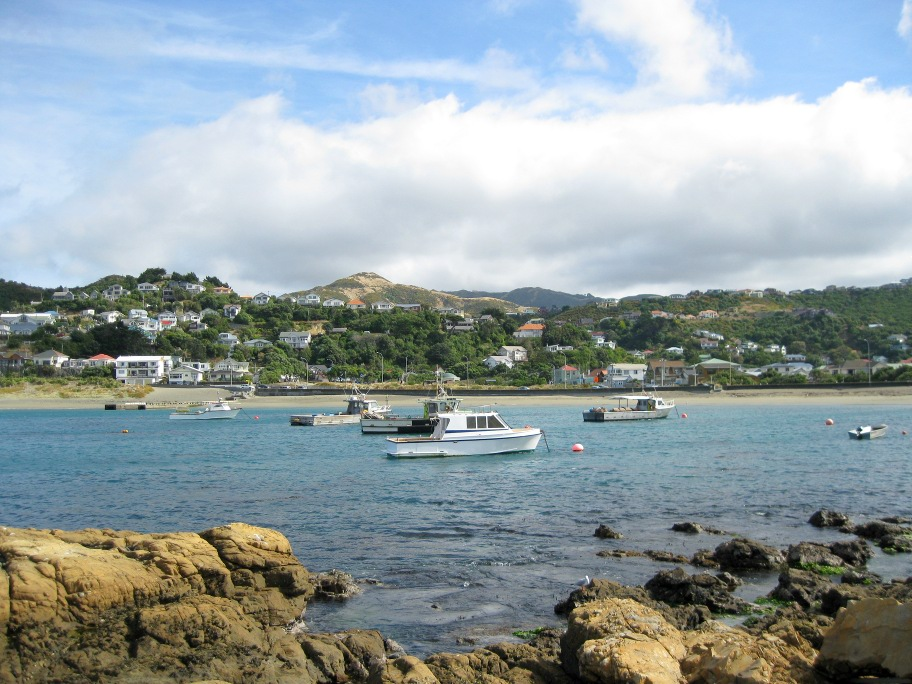
Bateaux de pêche au niveau de Island Bay
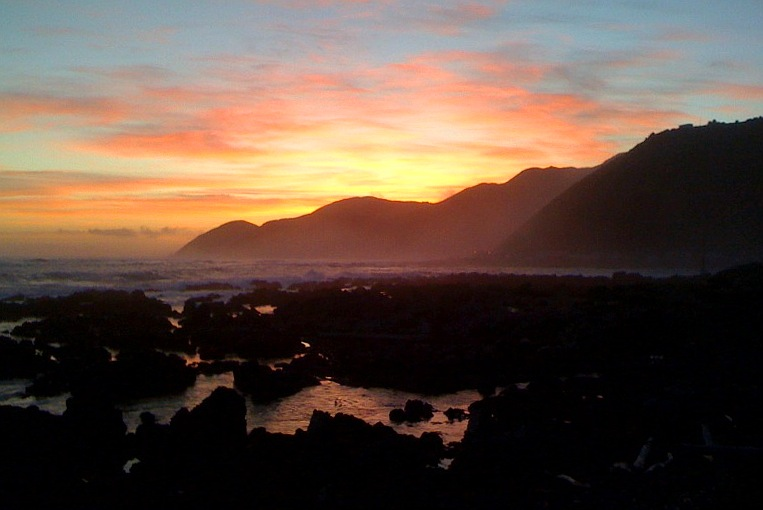
coucher de soleil sur « Red Rocks », à l’ouest de Island Bay
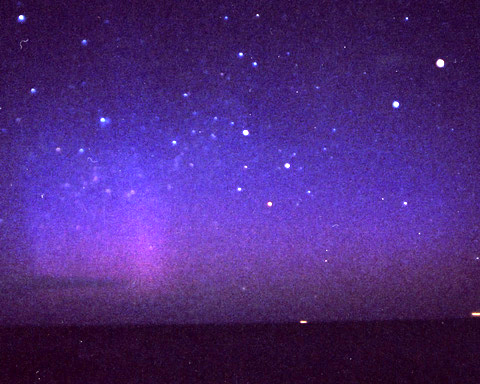
Aurore Australis visible à partir de la côte sud de Wellington